# Tortoni (Paris)

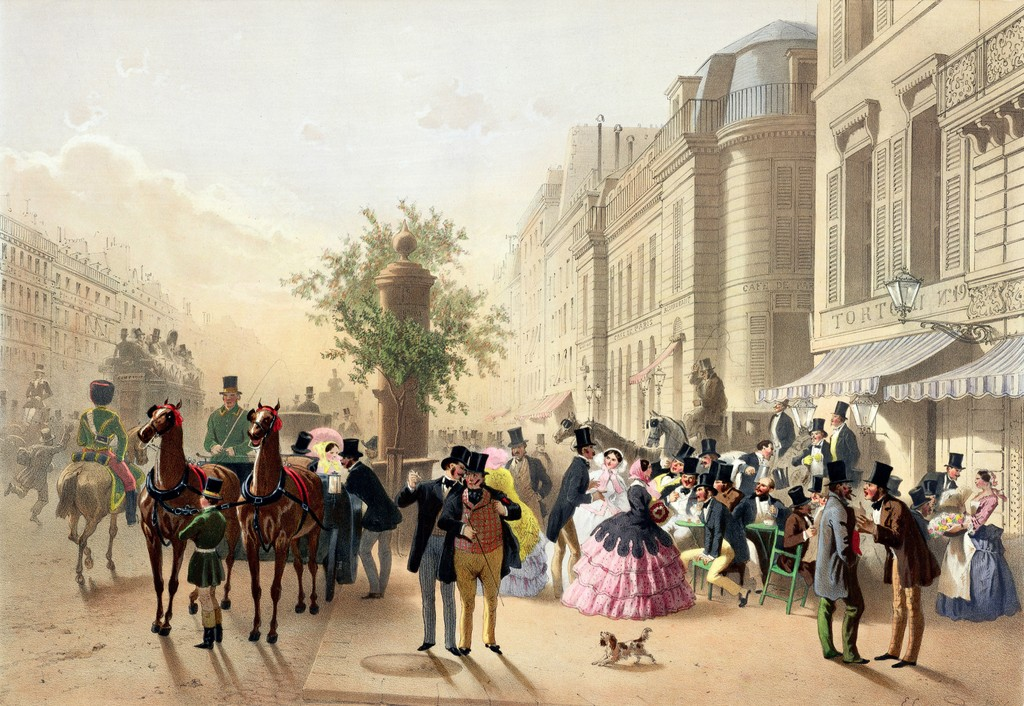
Eugène Charles François Guérard: Devant chez Tortoni, 22 Boulevard des Italiens, 1856

Das Tortoni war ein Café-Restaurant in Paris am Boulevard des Italiens an der Ecke zur Rue Taitbout. Im 19. Jahrhundert gehörte es zu den beliebten Treffpunkten von Politikern, Schriftstellern und Künstlern. Es fand Eingang in zahlreiche Werke der Literatur, Maler und Illustratoren der Zeit wählten es als Kulisse für ihre Bilder. Zu den Spezialitäten des Hauses gehörte vor allem Speiseeis in verschiedenen Variationen, von denen sich die Mandeleiskreation Biscuit Tortoni international verbreitete. Zudem war das Tortoni Namenspatron für das traditionsreiche Café Tortoni in Buenos Aires.

## Lage

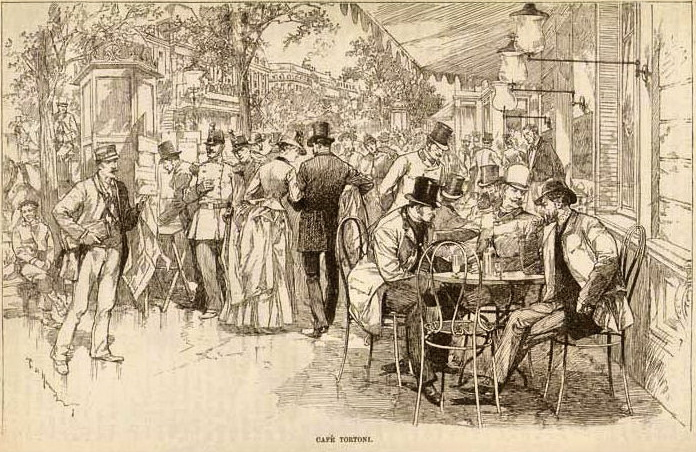
Paul Renouard Café Tortoni, 1889

Das Tortoni befand sich am Boulevard des Italiens Nr. 22, an der Ecke zur Rue Taitbout. Gegenwärtig (2014) ist dort eine Niederlassung der Bank BNP Paribas untergebracht. Bei der Eröffnung des Kaffeehauses 1798 hatte der Boulevard des Italiens noch den Namen Boulevard de Cerutti und wurde umgangssprachlich auch als le petit Coblence (kleines Koblenz) bezeichnet, da sich hier viele Emigranten aufhielten, die während der Revolution ins Rheinland geflüchtet waren. Von 1815 bis 1828 trug die Straße den Namen Boulevard de Gand, bevor die heutige Bezeichnung Boulevard des Italiens eingeführt wurde. Der Name bezieht sich auf das Théâtre de la Comédie Italienne, das sich unweit des Boulevards befand und dessen Gebäude heute dem Théâtre national de l’Opéra-Comique als Spielstätte dient. Das Tortoni war nicht das einzige beliebte Café am Boulevard des Italiens. In derselben Straße befanden sich darüber hinaus das Café Riche, das Café du Helder, das Café Anglais, das Café Cardinal und das Restaurant La Maison dorée. Weitere Cafés in der Umgebung waren die am Boulevard Montmartre gelegenen Café de Madrid, Café de Suède und Café des Variétes. Diese nahe beieinander liegenden Cafés waren im 19. Jahrhundert beliebte Treffpunkte für Aristokraten, Diplomaten, Künstler und Dandys. Während die meisten Lokale nicht mehr existieren, hat sich das seit 1862 bestehende Café de la Paix an der Place de l’Opéra bis in die Gegenwart erhalten.

## Geschichte

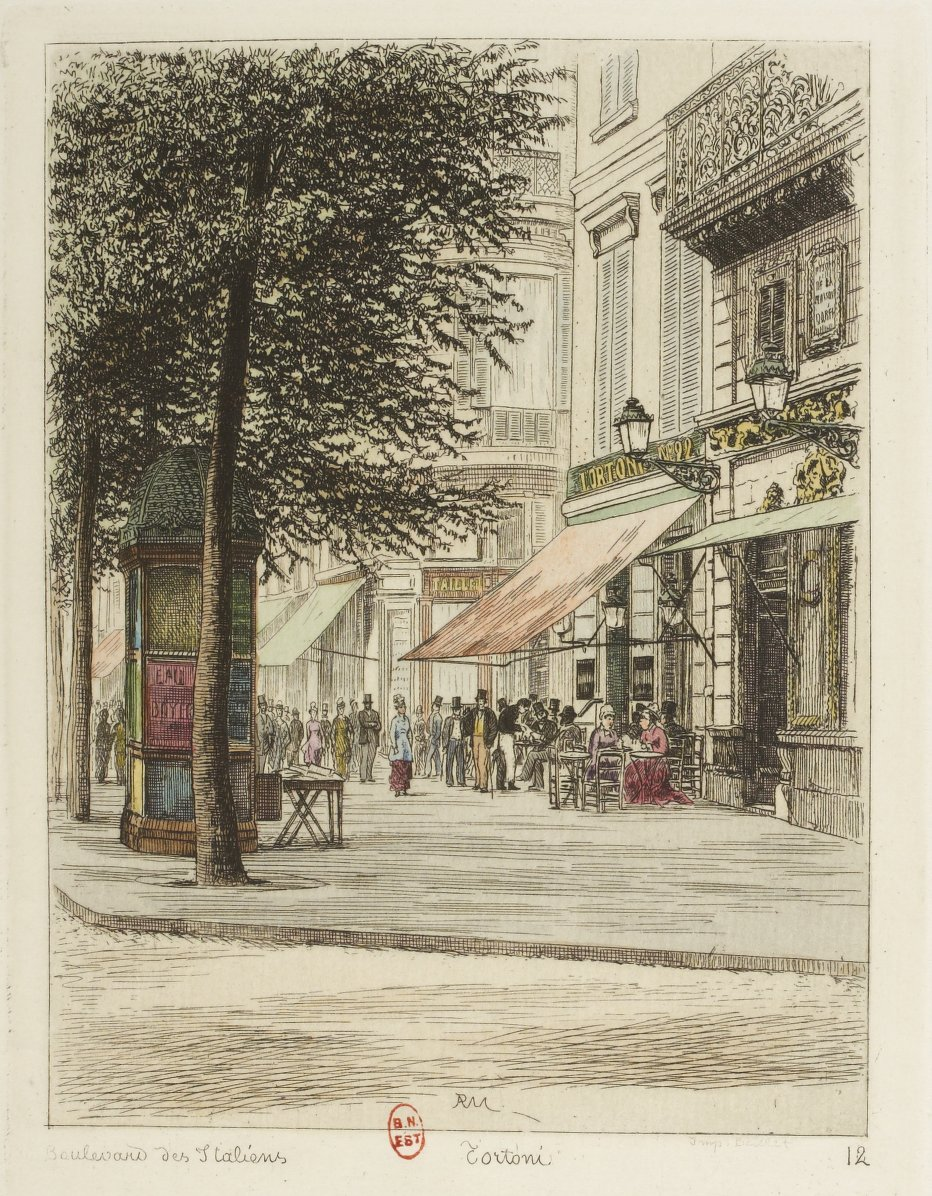
Adolphe Martial Potémont: Sur le perron de Tortoni, 1877

Der aus Neapel stammenden Eiskonditor (glacier-confiseur) Velloni gründete das Etablissement 1798 als „café champêtre“, also als ein eher rustikales Café. 1804, andere Autoren geben 1809 an, übernahm Giuseppe Tortoni (1775–1864) das Haus. Der Namensgeber des Cafés stammte ebenfalls aus Italien und hatte zuvor als Kellner bei Velloni gearbeitet. Nacheinander betrieben drei Generationen der Familie Tortoni das Café bis zum Ende des 19. Jahrhunderts.
Zum Angebot des Tortoni gehörten Getränke wie Kaffee, Tee, Trinkschokolade, Bier aus den Niederlanden, Punch Romaine und Liköre, sowie an Speisen Waffeln, eine Kuchenauswahl und vor allem Eiscreme. Zwar hatte zuvor schon das Pariser Café Procope Eiscreme im Angebot, aber das Tortoni gilt als erstes echtes Eiscafé in der Stadt. Zu den Eisspezialitäten des Hauses gehörten Glace Plombières, eine mit kandierten Früchten versehene Eiscreme, das Pfirsicheis Glace aux pêches Tortoni und das Mandeleis Biscuit Tortoni, dessen Rezeptur später seinen Siegeszug bis in die Vereinigten Staaten antrat. Nachdem Tortoni über dem Café im ersten Stock bereits ein Billardzimmer eröffnet hatte, wandelte er das Café zum Café-Restaurant um und bot ab den 1820er Jahren gleich einer Brasserie auch warme Speisen an. Beim Mittagstisch bestellten die Gäste ihr Essen nicht à la carte, sondern suchten sich, den Gepflogenheiten der Zeit entsprechend, ihre Speisen am Buffet aus, das sich ebenfalls im ersten Stock vor den Salons befand. Zu den typischen Mahlzeiten gehörten Hühnerfrikassee, Fleisch in Aspik oder Fischgerichte.
Der Tagesablauf im Café sah etwa wie folgt aus: am Morgen kamen die Börsenmakler, die ihr déjeuners d’affairs (Geschäftsfrühstück) einnahmen. Zum Mittagessen verabredeten sich zu Beginn des 19. Jahrhunderts üblicherweise nur Männer, die als Stammgäste auch die Bezeichnung tortonists trugen. Nachmittags kamen Künstler, die an einem Absinth nippten und am Abend warteten die Damen der Gesellschaft in ihren Kutschen vor dem Café, wo ihnen die Kellner auf silbernen Tabletts die beliebten Eiscremes und auch Kuchen („plateau d’argent chargé de glaces et de gâteau“) als Dessert nach dem Souper an den Wagen brachten.
Das Tortoni am Boulevard des Italiens in Paris wurde 1893 aufgegeben. Bereits 1858 hatte in Buenos Aires der aus Frankreich eingewanderte Jean Touan das Café Tortoni begründet. Das nach Vorbild des Pariser Tortoni eingeführte Lokal befindet sich an der Avenida de Mayo Nr. 825 und besteht bis in die Gegenwart.

## Berühmte Gäste
Bereits während des Ersten Kaiserreiches hatte sich das Tortoni als beliebter Treffpunkt etabliert. Hier trafen sich Vertreter verschiedener politischen Ansichten: ehemalige Terroristen, Anhänger des Hauses Bourbon, Jakobiner und Bonapartisten. Eine Blütezeit erlebte das Lokal während der Regierungszeit von Louis-Philippe I. und im Zweiten Kaiserreich. Im Tortoni verkehrten der französische Außenminister Charles-Maurice de Talleyrand-Périgord, der türkische Botschafter Halil Şerif Pascha und der preußische Gesandte Otto von Bismarck. Der spätere Staatspräsident Adolphe Thiers ging als Dreißigjähriger ins Tortoni, um dort sein Eis zu essen. Hinzu kamen Persönlichkeiten wie der Karikaturist und Dandy Alfred Grimaud oder der Diplomat Casimir de Montrond. Von der benachbarten Oper besuchten der Direktor  Louis Véron oder der Librettist Alphonse Royer das Tortoni. Auch die Komponisten Jacques Offenbach und Emmanuel Chabrier gehörten zu den Gästen. Darüber hinaus trafen sich hier der Herausgeber des Figaro Hippolythe de Villemessant, der Kritiker Albert Wolff, die Journalisten Aurélien Scholl, Yvan de Woestyne, Albéric Second und James Gordon Bennett junior, Herausgeber des New York Herald. Zu den berühmten Schriftstellern, die im Tortoni verkehrten, gehörten Alfred de Musset,  Alexandre Dumas, Eugène Sue, die Brüder Goncourt, Jules Amédée Barbey d’Aurevilly, Honoré de Balzac, Catulle Mendès, Armand Silvestre, Stendhal, Gustave Flaubert und Arsène Houssaye. Charles Baudelaire speiste regelmäßig mit dem Maler Édouard Manet im Tortoni zu Mittag. Zudem gehörten die Maler Alfred Stevens und Félicien Rops und der Fotograf Étienne Carjat zu den Gästen.

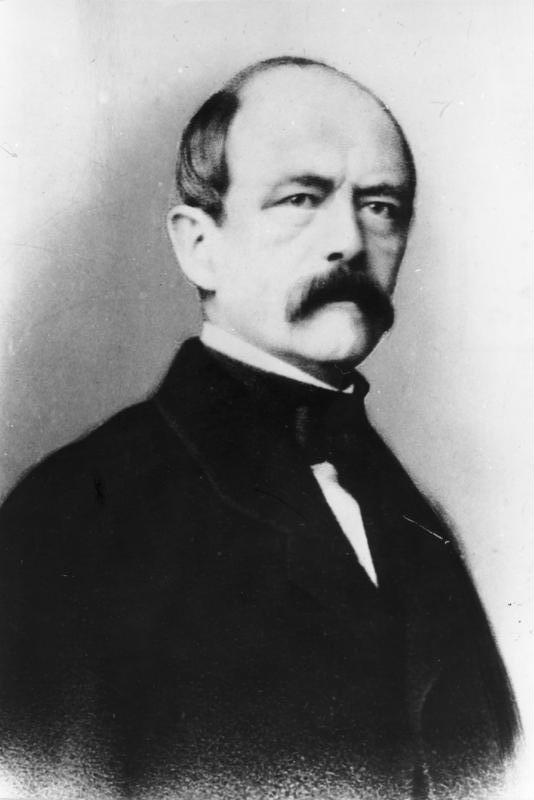
Otto von Bismarck
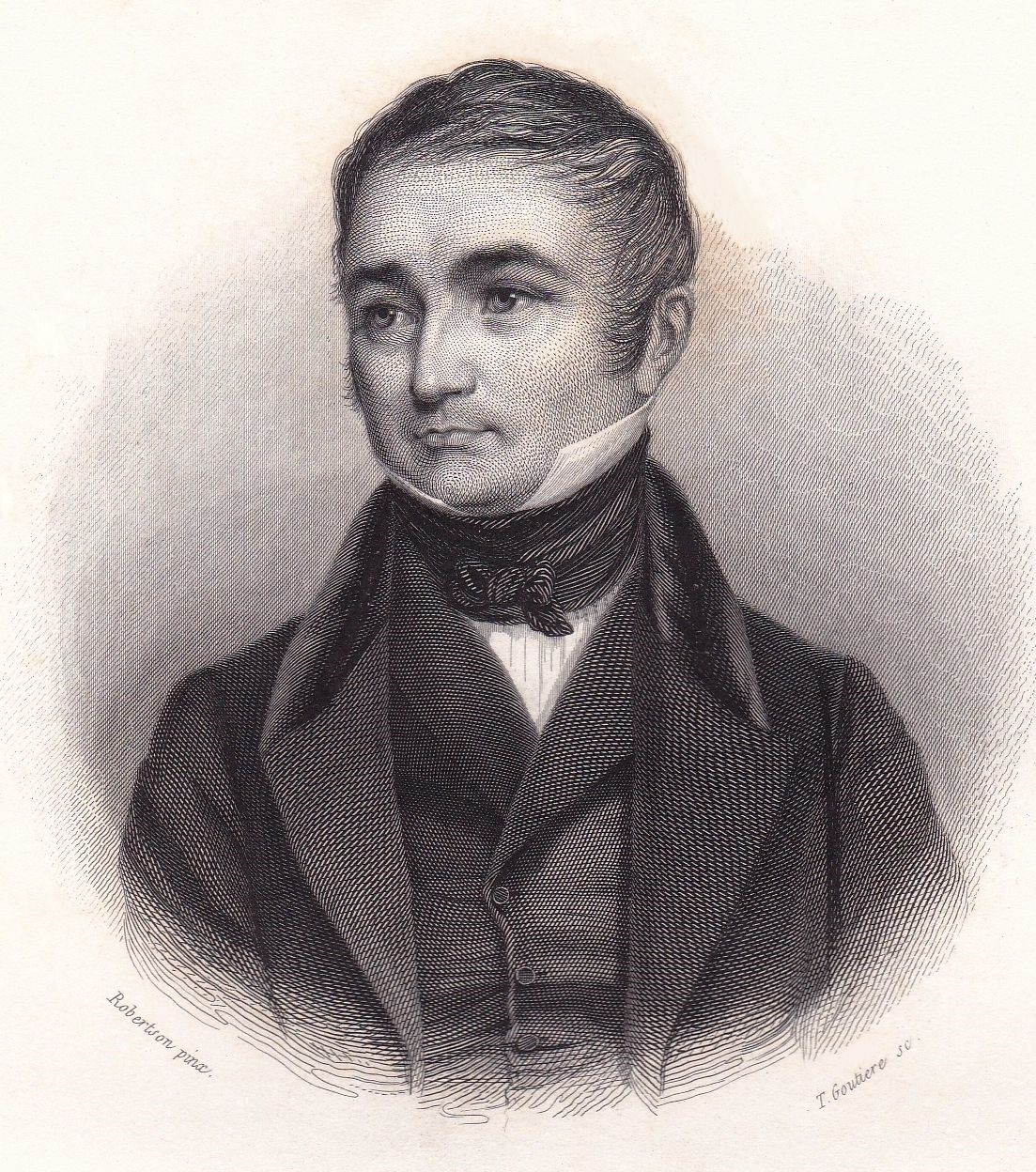
Adolphe Thiers
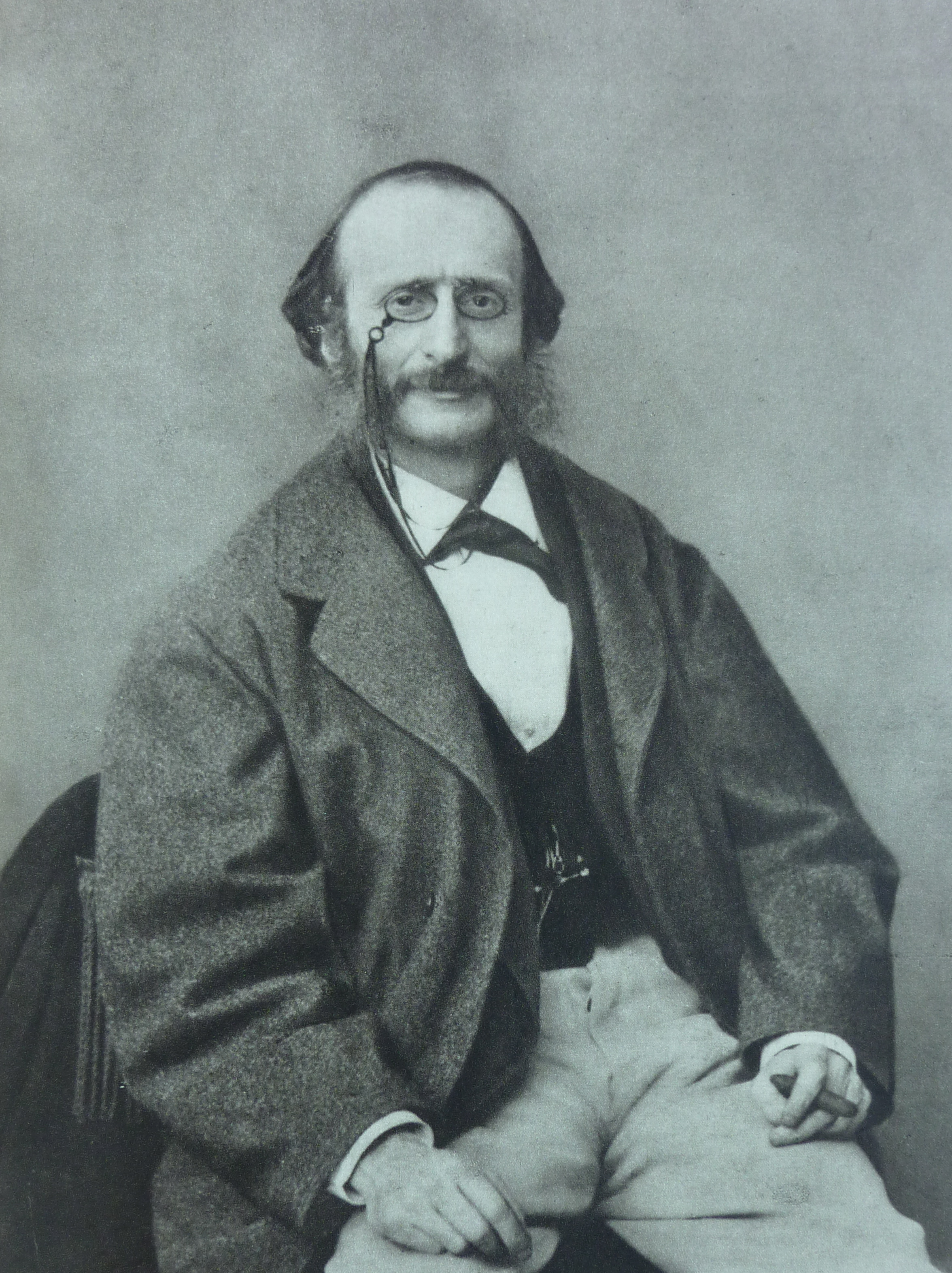
Jacques Offenbach
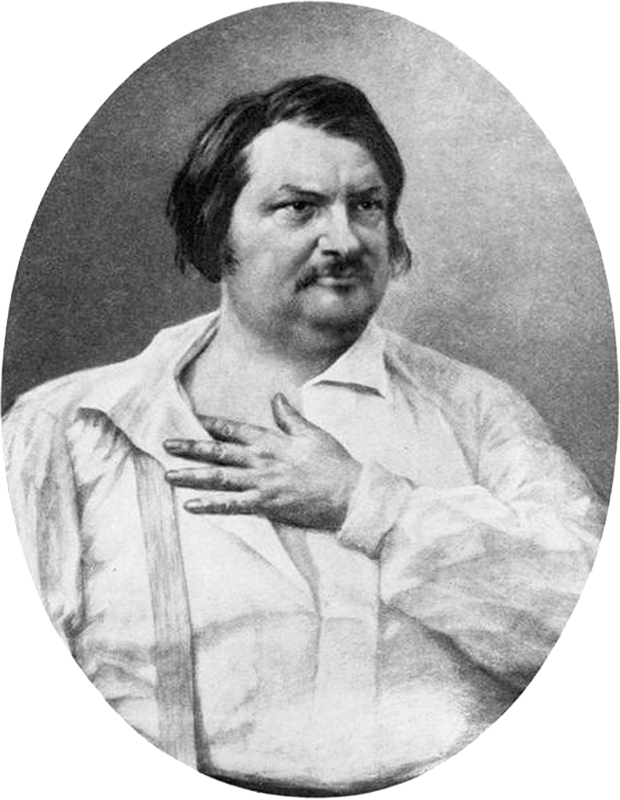
Honoré de Balzac
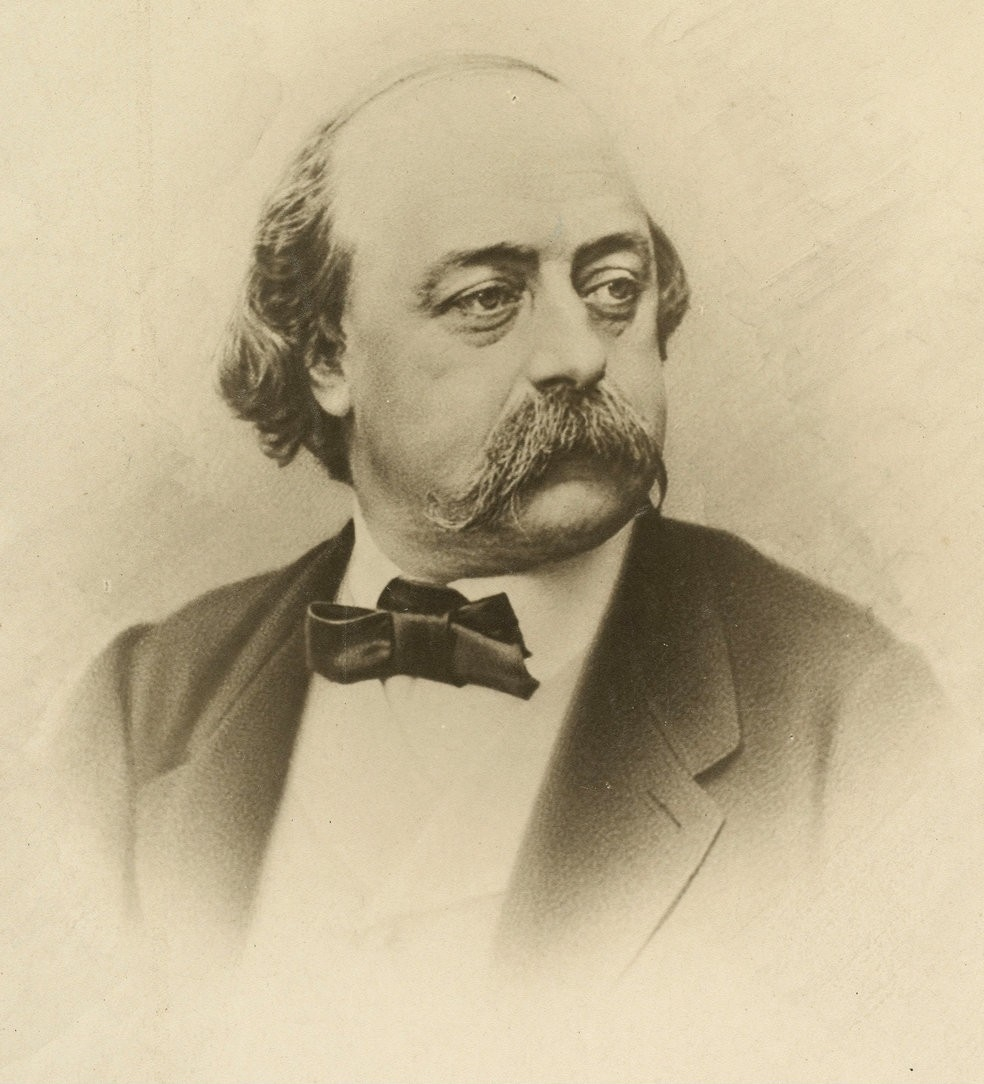
Gustave Flaubert
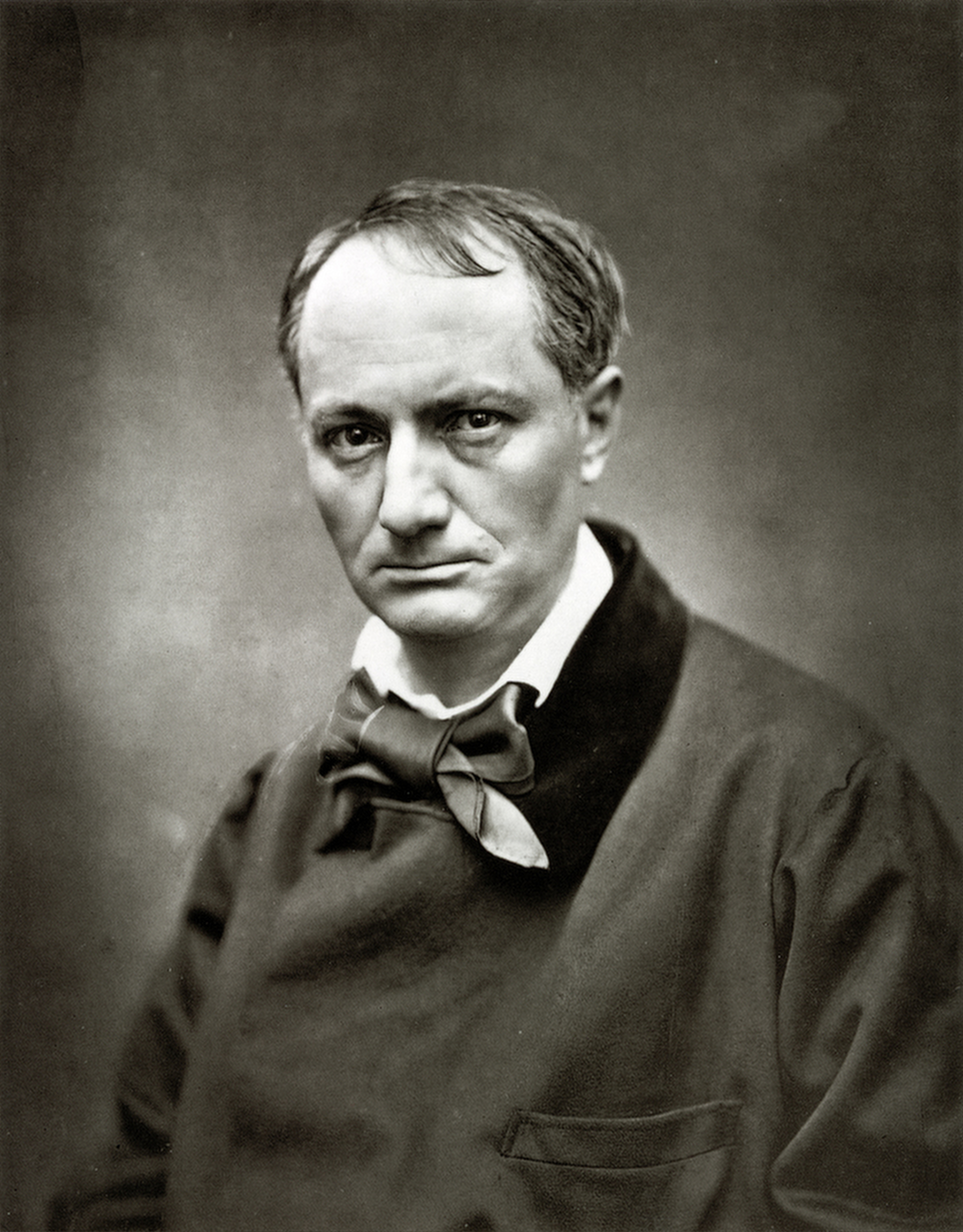
Charles Baudelaire

## Das Tortoni in der Literatur und der Kunst

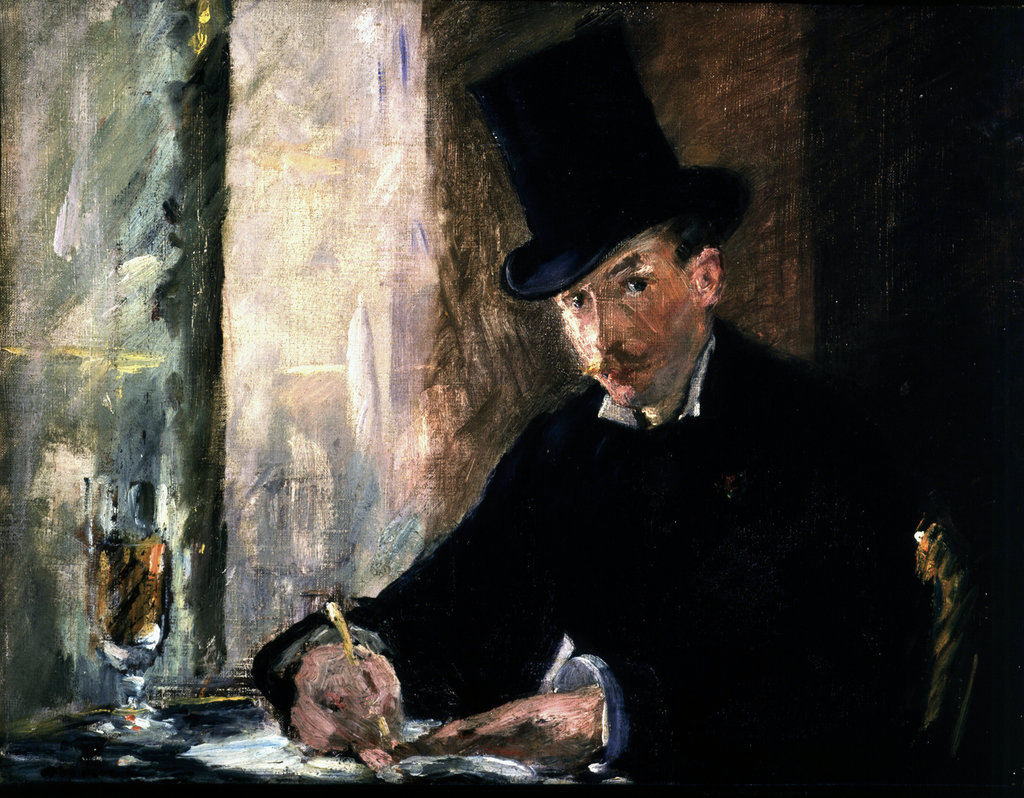
Édouard Manet: Chez Tortoni, 1879

Die Literaten unter den Gästen erwähnten ihre Besuche im Tortoni in zahlreichen Werken. Louis-Benoît Picard beschrieb als einer der ersten Autoren das Tortoni. In seinem Bühnenstück Der Müßiggänger von 1809 schreibt er von „Meine Tasse Schokolade bei Tortoni“. Honoré de Balzac lässt in seinem Roman Glanz und Elend der Kurtisanen die Figur der Frau du Val-Noble ein Eis mit Früchten im Tortoni bestellen: „Jedermann weiß, daß da auf dem Eis kleine, sehr feine eingemachte Früchte liegen; das Ganze wird in Gläsern serviert …“. Heinrich Heine beschreibt in Florentinische Nächte einen Französischen Offizier, der nach dem napoleonischen Russlandfeldzug „… gegen alles Gefrorene eine solche Antipathie bekommen“ habe, „daß er jetzt sogar die süßesten und angenehmsten Eissorten von Tortoni mit Abscheu von sich wies.“ Auch Guy de Maupassant ging in Der Liebling auf Tortonis Eisspezialitäten ein. Bei einer abendlichen Kutschfahrt lässt er Magdalene ihren Begleiter fragen: „Wollen wir, ehe wir nach Hause fahren, bei Tortoni ein Eis essen?“ Darüber hinaus nennt de Maupassant das Tortoni in Tag- und Nachtgeschichten, Hans und Peter, Zwei Brüder und Herr Parent. Edmond de Goncourt erwähnt das Tortoni in seinem Tagebüchern des Jahres 1871, Émile Zola in Die Treibjagd , Jules Amédée Barbey d’Aurevilly in Teufelskinder, Stendhal in Rot und Schwarz und Gustave Flaubert lässt in Die Erziehung der Gefühle die Figur des Dussardier auf den Stufen des Café Tortoni sterben. Zu den bekanntesten Werken, in denen das Tortoni genannt wird, gehört der Roman Auf der Suche nach der verlorenen Zeit von Marcel Proust. Neben französischen Autoren, war es der Amerikaner Edgar Allan Poe, der das Tortoni verewigte. In seiner Satireschrift How to Write a Blackwood Article beschreibt er ein Kapaun-Gericht, wie es im Tortoni serviert wurde. In Paris wird seit 2009 der Literaturpreis Prix Tortoni zur Erinnerung an das Tortoni als Treffpunkt der Literaten verliehen.
Maler und Illustratoren regte das Tortoni zu einigen bildlichen Darstellungen an. So malte der für seine Pariser Stadtansichten bekannte Jean Béraud um 1890 das Bild Le Boulevard devant le Café Tortoni, in dem er die Straßenansicht des Boulevard des Italiens mit den auf der Terrasse des Lokals sitzenden Gäste skizzierte. Die Terrasse findet sich auch in den Illustrationen von Eugène Charles François Guérard, Paul Renouard und Adolphe Martial Potémont wieder. In seinem Gemälde Chez Tortoni zeigt Édouard Manet einen Gast, der an einem Tisch des Lokals Platz genommen hat und sich mit einem Bleistift Notizen macht. Der Bildtitel stammt jedoch nicht von Manet und es ist nicht belegt, ob der Maler tatsächlich einen Gast im Tortoni porträtierte.